# 环硅酸锆钠
环硅酸锆钠（英語：Sodium zirconium cyclosilicate），是一种用来治疗高钾血症的药物。这种药用于口服，并会在一至六小时内起效。常见的副作用包括水肿和低钾血症。孕妇和哺乳期的妇女可以安全使用。它与消化道中的钾离子结合，然后通过粪便排出体外。

## 医用
环硅酸锆钠可用于治疗高钾血症。这种药通常会在一至六小时内起效。它对于患有慢性肾脏病、糖尿病和心脏衰竭的病患更有效。